# Thomas Newcomen
Thomas Newcomen (Dartmouth, februari 1663 – Londen, 5 augustus 1729) was een Brits uitvinder, die de eerste praktisch werkende stoommachine heeft uitgevonden. Zijn uitvinding werd gedurende vele jaren in de 18e eeuw gebruikt om grondwater uit mijnen op te pompen.

## Levensloop
Newcomen werd geboren in het Zuid-Engelse Dartmouth, in een deel van het land dat bekendstond om zijn tinmijnen. Van zijn vroege leven is weinig meer bekend dan dat hij een handel in ijzerwaren dreef in Dartmouth, en dat hij een lekenpredikant was in een baptismegemeente.
Newcomens grootste verdienste is dat hij rond 1712 de ideeën van Thomas Savery (ca. 1650-1715) en Denis Papin (1747 - 1713) combineerde en aldus kwam tot het ontwerp van een stoommachine, de stoommachine van Newcomen, die werkelijk water uit de tinmijnen van Devon kon oppompen. Tegen 1712 hadden Savery en Newcomen ook een overeenkomst gesloten, want het patent van Savery was zeer algemeen geformuleerd en kon daardoor elke ontwikkeling op het gebied van stoompompen tegenhouden. Volgens hoogleraar Harry Lintsen heeft Newcomen eerst Saveries ontwerp en later zijn eigen ontwerp geproduceerd en is het onderscheid tussen beide niet altijd duidelijk. Derry en Williams vermelden echter dat Newcomen zijn stoommachine relatief onafhankelijk van Savery heeft ontwikkeld en enkel met hem tot een akkoord moest komen omwille van het patent van Savery.
De machine was dus geschikt om water uit de mijnen te pompen, wat een groot probleem was bij de plaatselijke tinmijnen. Savery had dertien jaar eerder zijn stoommachine gepatenteerd onder de titel An Engine to Raise Water by Fire, en de stoommachine van Newcomen werkte op basis van dit patent. In zijn latere leven had Newcomen zijn handel ondergebracht in het bedrijf Proprietors of the Invention for Raising Water by Fire. De werktuigen, zijn pas later bekend geworden onder de naam "stoommachine". De naam van het patent en dit bedrijf geven aan, dat het oppompen van water het belangrijkste doel was van deze machines.
Newcomen verhuisde later in zijn leven naar Londen, waar hij in 1729 thuis overleed. Hij is begraven op Bunhill Fields, ten noorden van de City of London.

## Werk

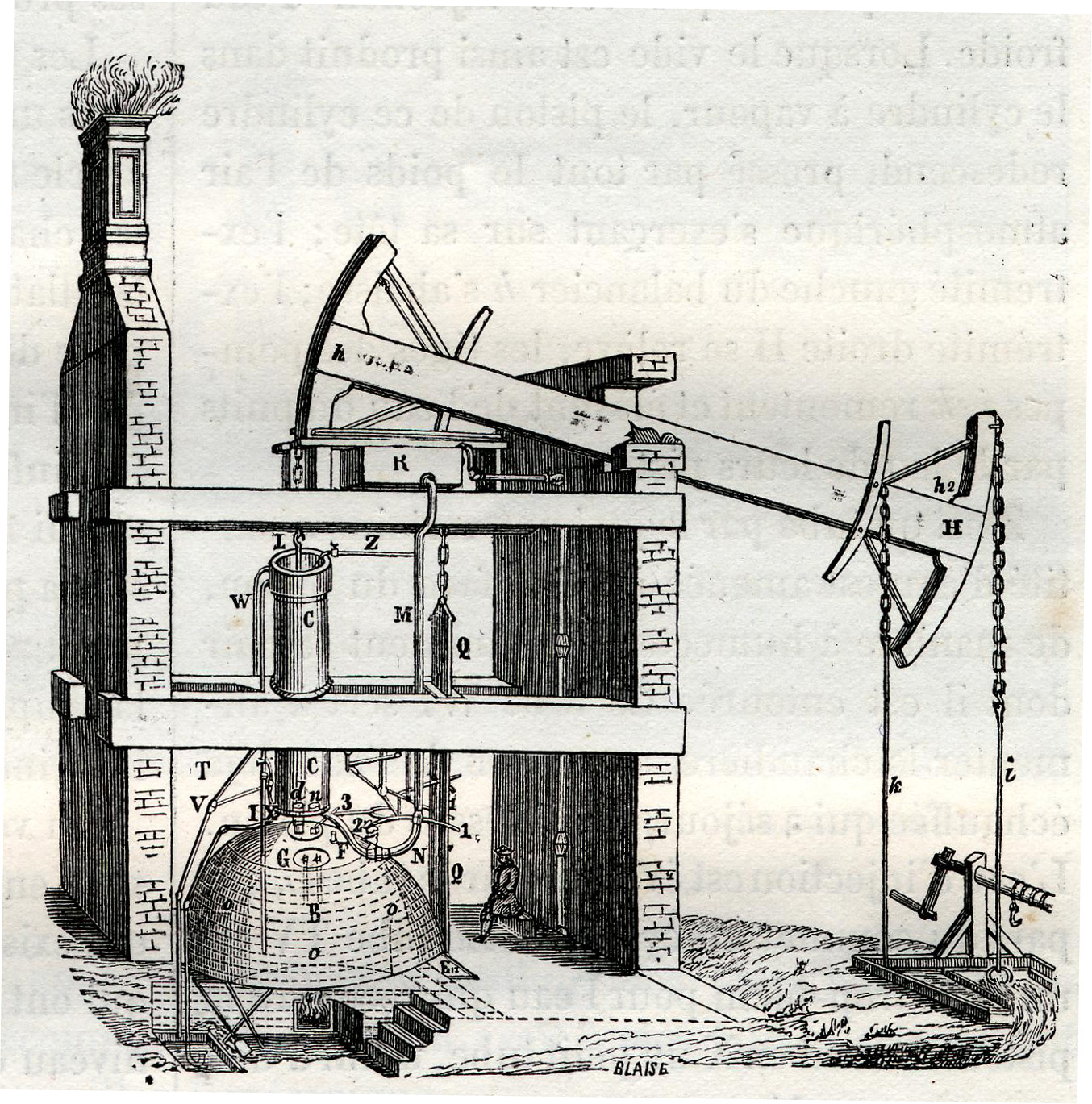
Afbeelding van de stoommachine van Newcomen uit 1868.

### Stoommachine van Newcomen
De stoommachine van Newcomen, ook wel atmosferische machine genoemd, is de eerste praktisch werkende stoommachine door Newcomen, ontworpen rond 1710.
Er is weinig bekend over hoe Newcomen zijn stoommachines gebouwd heeft, maar er wordt aangenomen dat instrumentmakers en klokmakers een belangrijke bijdrage hebben geleverd in de latere ontwikkelingen.

### Productie en verspreiding
Gedurende zijn leven heeft Newcomen zo'n 75 stoommachines geproduceerd. Zestig jaar na de uitvinding van Newcomen ontwikkelde James Watt een verbeterde versie, die bekendstaat als de eerste moderne stoommachine.
Deze stoommachine werd van de 18e tot ver in de 19e eeuw in Groot-Brittannië en verder in Europa gebruikt in de mijnbouw om water uit mijnen te pompen. In de 18e eeuw werden zo'n 2.200 stoommachines van Newcomen geproduceerd, waarvan enkele tot het eind van de 19e eeuw zijn blijven draaien. In 1782 werd er ook in Bernissart een machine à feu geïnstalleerd.